# Skeet

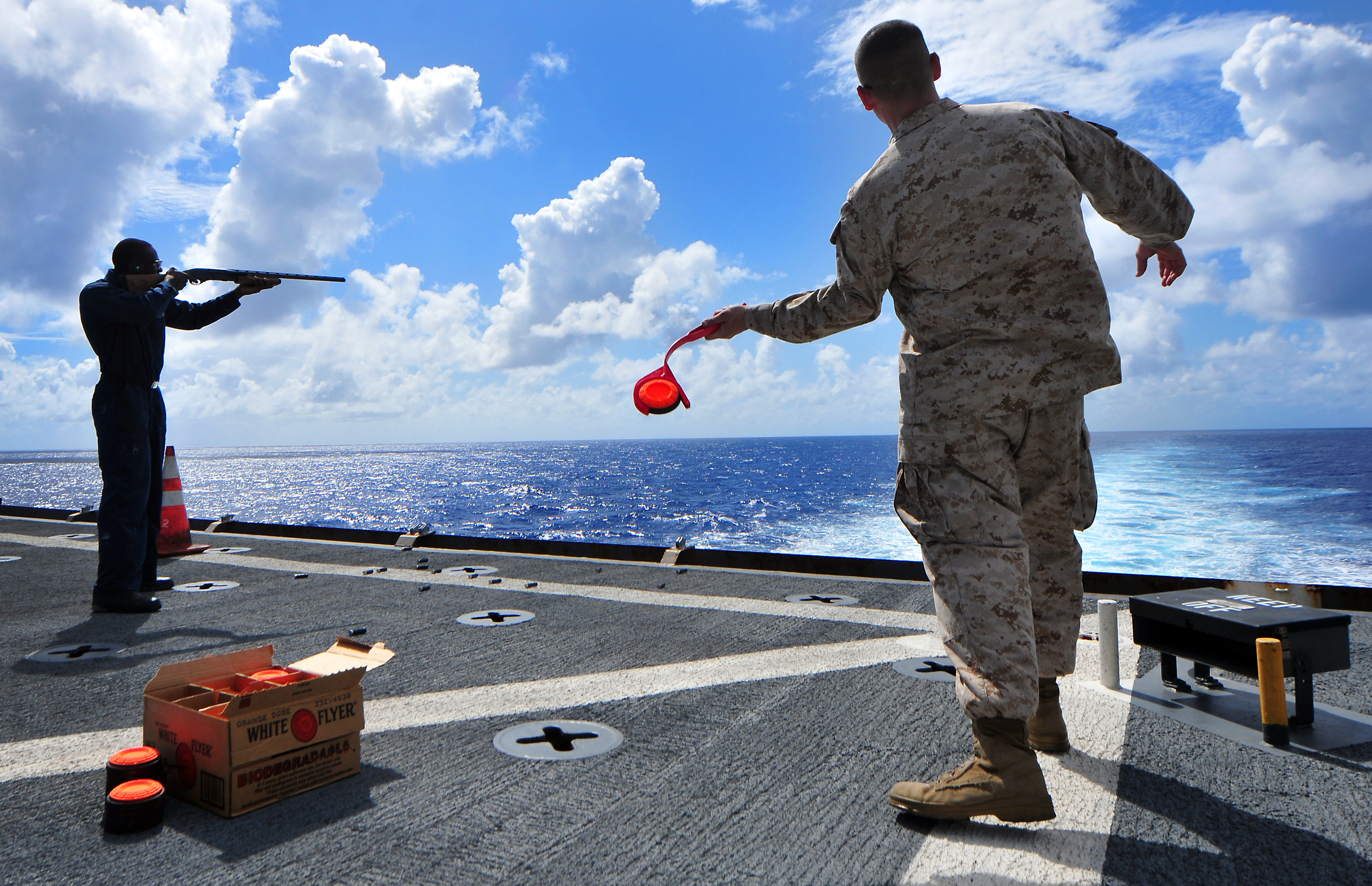
Skeet v Americkém námořnictvu

Skeet je sportovní střelecká disciplína zaměřená na přesnost. Samotné slovo skeet je odvozeno ze skandinávského slova pro střelbu. Cílem střelby je zasahovat letící terče ze snadno tříštivých materiálů (tzv. asfaltové holuby) o průměru 110 mm a tloušťce 25 mm (terče pro mezinárodní soutěže). Terče jsou vrhány ze dvou vrhacích věží ve dvou konstantních výškách (vysoká a nízká věž), a to stejným směrem a konstantní počáteční rychlostí. Vrhací zařízení se nacházejí na protilehlých koncích půlkruhu o poloměru 19 metrů. V rámci střelecké položky (25 terčů) střelec postupně zaujme 8 střeleckých pozic, ze kterých plní různé úkoly z pohledu časování terčů (jednotlivé terče a dvojterče) a směrového pořadí vrhaných terčů. V případě dvojterčů je střeleckým úkolem zasáhnout dva terče, přičemž terče jsou vrhány s téměř nulovým odstupem, takže se ve vzduchu pohybují současně. Ke skeetu se na mezinárodních sportovních utkáních používají sportovní dvouhlavňové zbraně (brokovnice-kozlice), nicméně lze použít i poloautomatické nebo pumpovací brokovnice. Na každý terč je dovoleno vystřelit pouze jednu ránu.
Na rozdíl od příbuzné střelecké disciplíny střelby na trap však střelec vždy drží zbraň dole opřenou o svůj pas, nachází se v tzv. loveckém postavení a do ramene ji pokládá až poté, co uvidí terč. V Česku se nachází mnoho areálů na skeet.